# Лоцоло
Лоцоло (итал. Lozzolo) је насеље у Италији у округу Верчели, региону Пијемонт.
Према процени из 2011. у насељу је живело 748 становника. Насеље се налази на надморској висини од 300 м.

## Становништво
Према резултатима пописа становништва 2011. у општини је живело 819 становника.
| 1936. | 1951. | 1961. | 1971. | 1981. | 1991. | 2001. | 2011. |
| ----- | ----- | ----- | ----- | ----- | ----- | ----- | ----- |
| 932   | 883   | 899   | 860   | 901   | 815   | 816   | 819   |

## Партнерски градови
- Кастиљоне д'Ада